# Calceolaria glacialis
Calceolaria glacialis är en toffelblomsväxtart som beskrevs av Hugh Algernon Weddell. Calceolaria glacialis ingår i släktet toffelblommor, och familjen toffelblomsväxter. Inga underarter finns listade i Catalogue of Life.